# やまだりよこ
やまだ りよこ（やまだ りよこ、本名：太田リヨ子、1月2日 -  ）は、近畿圏を中心に活動する演芸ジャーナリスト、演芸評論家。日本笑い学会理事。血液型はO型。

## 略歴
兵庫県神戸市出身。関西学院大学社会学部卒業。元大阪府立上方演芸資料館（ワッハ上方）主任学芸員。雑誌『上方芸能』、日本経済新聞、朝日新聞、夕刊フジなどに演芸記事を多数執筆。2003年より見聞きした落語会の情報をメルマガ形式で伝える「週刊落maga」を発行、2014年からブログ形式の上方寄席カレンダー「ねたのたね２」を前任者から引き継いで発行している。平成27・29年度NHK新人落語大賞審査員を務める。
チケットを購入して年間300回以上の落語会に足を運ぶ。森卓也は『上方芸能』に掲載されたやまだの落語評について「ほんとの〝批評〟が絶滅に近い昨今、りよこさんの文章には具体的な指摘がそこかしこに配されている」と高く評価している。

## 書籍
- やまだ りよこ (著)、天満天神繁昌亭・(社)上方落語協会 (編) 『上方落語家名鑑ぷらす上方噺』（出版文化社、2006年9月）ISBN 978-4883383511
- やまだ りよこ (著)、天満天神繁昌亭・(社)上方落語協会 (編) 『上方落語家名鑑 第二版』（出版文化社、2010年3月）ISBN 978-4883384389
- 『桂三枝論』（ワニブックス、2012年7月）ISBN  978-4847090929

### 執筆
- 大阪府立上方演芸資料館 編『上方演芸大全』（2008年11月、創元社）ISBN 9784422700724